# Васалини (Сондрио)
Васалини је насеље у Италији у округу Сондрио, региону Ломбардија.
Према процени из 2011. у насељу је живело 247 становника. Насеље се налази на надморској висини од 955 м.